# Christopher Weeramantry
Christopher Gregory Weeramantry (ur. 17 listopada 1926 w Kolombo, zm. 5 stycznia 2017) – lankijski prawnik, sędzia Międzynarodowego Trybunału Sprawiedliwości w Hadze (1991-2000). Przewodniczący Międzynarodowego Stowarzyszenia Prawników przeciw Broni Nuklearnej.

## Zarys biografii
Weeramantry studiował prawo na uczelniach w Kolombo i Londynie. W latach 1967–1972 był sędzią Sądu Najwyższego Sri Lanki. W latach 1972–1991 wykładał prawo na Monash University w Melbourne.
W 1991 został powołany na sędziego Międzynarodowego Trybunału Sprawiedliwości. Jako przeciwnik broni atomowej opowiadał się za uznaniem, że jej użycie jest nielegalne bez względu na okoliczności.
Jako teoretyk prawa Weeramantry zajmował się wpływem rozwoju technologii na prawa człowieka, ekologicznymi zasadami w prawie międzynarodowym oraz filozofią i teologią prawa. Jedną ze swych ostatnich książek poświęcił prawnym i etycznym aspektom ksenotransplanatacji.
W 2006 uhonorowany Nagrodą UNESCO za Wychowanie dla Pokoju, zaś w 2007 otrzymał nagrodę Right Livelihood "za pionierskie działania na rzecz poszerzenia i umocnienia roli prawa międzynarodowego" oraz najwyższe cywilne wyróżnienie lankijskie – Sri Lankabhimanya.

## Wybrane publikacje
- Nuclear Weapons and Scientific Responsibility (1987)
- The Lord's Prayer: Bridge to a Better World
- Sustainable Justice: Reconciling Economic, Social and Environmental Law
- Armageddon or Brave New World: Reflections on the Hostilities in Iraq (2003)
- Xenotransplantation: The Legal & Ethical Aspects